# Shinobu Kandori
Shinobu Kandori –en japonés, 神取 忍, Kandori Shinobu– (30 de octubre de 1964) es una deportista japonesa que compitió en judo y en lucha libre profesional. Ganó una medalla de bronce en el Campeonato Mundial de Judo de 1984 en la categoría de –66 kg.

## Palmarés internacional
| Campeonato Mundial | Campeonato Mundial | Campeonato Mundial | Campeonato Mundial |
| Año                | Lugar              | Medalla            | Categoría          |
| ------------------ | ------------------ | ------------------ | ------------------ |
| 1984               | Viena (Austria)    | Medalla de bronce  | –66 kg             |